# Constantin Crăcană
Constantin Crăcană (n.  ?, Buhăiești, România) a fost un om politic român, care a îndeplinit funcția de președinte al Consiliului Popular al municipiului Iași (funcție echivalentă cu cea de primar) în perioada 20 decembrie 1950 - martie 1953.
1. ↑  Tov. Const. Cracană în mijlocul alegătorilor, Opinia[*], 3 decembrie 1950, p. 2
2. ↑  Convocarea deputaților Regiunii și orașului Iași, Opinia[*], 15 decembrie 1950, p. 4